# Вермион
Ве́рмион, Бермий (греч. Βέρμιον) — горы в Греции. Расположены в Македонии, в периферийных единицах Иматии и Пеле в периферии Центральной Македонии и в периферийной единице Козани в периферии Западной Македонии. Высочайший пик называется Цанакци, имеет высоту 2052 метра и находится близ Наусы.
В горной деревне Кастанея находится новая Панагия Сумела.
В южной части горы пересекает автострада 2 «Эгнатия», часть европейского маршрута E90 на участке Полимилос — Верия с 15 тоннелями и шестью мостами. Участок автострады проходит вдоль реки Альякмон, которая течёт по долине между горами Вермионом и Пиерией. Горы входят в сеть «Натура 2000».
Упоминается Геродотом и Страбоном.